# Cassiopea xamachana
Cassiopea xamachana — вид сцифоїдних медуз родини Cassiopeidae. Відома також як перевернута медуза, оскільки її щупальця знаходяться зверху над тілом.

## Поширення
Вид поширений у теплих водах Західної Атлантики, включаючи Карибське море та Мексиканську затоку. Мешкає у мілководних лагунах та бухтах з мулистим дном.

## Опис
На стадії медузи Cassiopea xamachana може виростати до 25 см у діаметрі. На відміну від більшості видів медуз вона має перевернутий вигляд, тобто купол у формі блюдця знаходиться внизу і використовується як присоска для фіксації медузи на морському дні. Чотири пари сильно розгалужених щупалець знаходяться у верхній частині. Замість центрального рота є численні ротові отвори на щупальцях, які з'єднуються каналами зі шлунком. Мезоглея містить симбіотичні фотосинтезуючі протисти зооксантелли, які надають медузі мінливе забарвлення від синювато-сірого до синювато-зеленого кольору.

## Живлення
Cassiopea xamachana отримує частину поживних речовин із симбіотичних зооксантелл, а також поглинає розчинені у воді органічні рештки або полює на дрібну здобич використовуючи кнідоцити, якими озброєні її щупальця. Паралізувавши здобич, медуза перетравлює її на ротових поверхнях, а отримані речовини потрапляють в порожнину рота, звідки транспортуються у шлунок.

## Розвиток
Життєвий цикл Cassiopea xamachana чергується між фазою поліпа і фазою медузи. Гамети випускаються медузами у воду і запліднені яйця розвиваються в личинки планули, які прикріплюються до морського дна чи іншого відповідного субстрату. Розкладаючись червоний мангр (Rhizophora mangle) виділяє речовину, яка приваблює личинок. Осівши на субстрат, личинки піддаються метаморфозу, утворюючи крихітні сидячі поліпи, що називаються сцифістомами. За сприятливих умов ці поліпи багаторазово діляться. З часом, коли поліпи отримють зооксантелли і температура перевищує 20 °С, вони розвиваються у медузи.